# Ochyropus
Ochyropus is een geslacht van kevers uit de familie van de loopkevers (Carabidae). De wetenschappelijke naam van het geslacht is voor het eerst geldig gepubliceerd in 1847 door Schiodte.

## Soorten
Het geslacht Ochyropus is monotypisch en omvat slechts de volgende soort:
- Ochyropus gigas Schiodte, 1847